# Entrambasmestas
Entrambasmestas és una localitat del municipi de Luena (Cantàbria, Espanya). L'any 2015 tenia 77 habitants (INE). La localitat es troba a 200 metres d'altitud sobre el nivell del mar, i a 8,5 quilòmetres de la capital municipal, San Miguel de Luena. Es troba a la confluència del Riu Pas i el Riu Luena.

## Patrimoni

### La calçada romana
Entre aquesta localitat i Sel de la Carrera existeixen restes d'una calçada romana.

### L'església
Té una església del segle xviii, concretament de l'any 1754 segons una placa existent a l'església. Aquesta té un retaule de la mateixa època. Teniu afegits posteriors com un pòrtic a l'entrada.

### La ferreria
Al paratge de Sel d'Alcedo, al costat del poble, va existir una ferreria coneguda com de Sel d'Alcedo, Sel d'Alceda, Luena o Entrambasmestas i que sortint-se de mineral de ferro de Sobarzo i de Somorrostro i de carbó de la mateixa vall, va estar a funcionament entre 1592 i 1784. Aquesta ferreria va pertànyer als Bustamante Bustillo i Mediavilla de Corvera; la ferreria se situava al costat del riu Luena i va haver de ser reconstruïda l'any 1648, amb un pressupost de més de 5000 ducats; tanmateix, un cop acabada l'obra, el governador de la vall, en nom del marquès d'Aguilar, amenaçà el propietari si començava a produir ferro. En els anys 1739-40 es pressuposten 1300 reals de velló per netejar la ferreria i arreglar els seus murs i la llera del riu per al seu funcionament. El 1779 es té constància d'una producció de ferro de 800 quintals, però l'any 1784 es va abandonar, i l'any 1792, les seves últimes referències, la ferreteria estava arruïnada.

## Personatges il·lustres
- Agustín Riancho (1841 - 1929), pintor paisatgista.